# Georg Stumme
Georg Stumme (Halberstadt, 29 de julio de 1886 - El Alamein, 24 de octubre de 1942) fue un general alemán de la Segunda Guerra Mundial, principalmente recordado por haber ejercido -por breve plazo- el mando máximo de las fuerzas alemanas e italianas durante la Segunda Batalla de El Alamein.

## Biografía
Stumme participó como un joven oficial en la Primera Guerra Mundial y tras la instauración de la república continuó su carrera en el Reichswehr. En 1933, tras la llegada de los nazis al poder, había ya alcanzado el grado de Coronel y luego fue ascendido a general de brigada en 1938. Era ya teniente general al principio de la guerra, cuando mandaba la 2.ª División motorizada ligera durante el ataque contra Polonia en septiembre de 1939. 
Cuando la 2.ª División motorizada ligera fue transformada a fines de 1939 en la 7.ª División Panzer, Stumme continuó al mando de esta unidad y así participó en la invasión de Francia en mayo de 1940, distinguiéndose por sus operaciones en las Ardenas y recibiendo la Cruz de Caballero. Tras esta campaña, Stumme fue substituido por Erwin Rommel en el mando de la 7.ª División Panzer, pero poco después fue nombrado comandante del XXXX Cuerpo de Ejército, enviado a Bulgaria en 1941. En esa condición participó en los ataques germanos contra Yugoslavia y Grecia (véase Operación Marita).
Durante la invasión de la Unión Soviética en junio del mismo año, Stumme sirvió bajo el Mariscal de Campo Fedor von Bock como parte del Grupo de Ejércitos Centro. Stumme dirigió su unidad que tuvo éxito en conquistar la localidad de Mozhaisk en las primeras fases de la Batalla de Moscú. Tras la derrota germana ante Moscú en diciembre de 1941, Stumme fue destinado al mando de tropas en los planes de ataque contra Stalingrado.
En junio de 1942, el general Stumme realizó unas anotaciones acerca de la nueva ofensiva alemana del verano, operación Azul, a pesar de que el Alto Mando alemán había prohibido tajantemente esta práctica. Dichas anotaciones fueron guardadas por un oficial subordinado suyo que posteriormente fue capturado por los soviéticos, al ser derribado el avión en que viajaba, justo antes del inicio de la Operación Azul. Afortunadamente para los alemanes, Stalin y los mandos del Ejército Rojo rechazaron dichas anotaciones y las tacharon como falsas, pero Hitler culpó a Stumme de negligencia grave y exigió que fuera juzgado en un consejo de guerra. Lo encontraron culpable de negligencia y fue condenado a cinco años de prisión, pero el Feldmarschall von Bock logró su rehabilitación y vuelta al servicio tras un proceso que el diplomático Ulrich von Hasell describió como "antimilitar y antiprusiano"
Tras este incidente, Stumme fue enviado al norte de África para unirse al Afrika Korps, que se enfrentaba al ejército británico en El Alamein. Durante la ausencia temporal de Rommel, Stumme se quedó en África estando a cargo del mando máximo de las fuerzas combinadas alemanas e italianas cuando los ejércitos británicos atacaron el 23 de octubre. Desoyendo la regla de acudir al teatro de combates siempre con un carro escolta, Stumme y otros oficiales ejecutaron una rápida visita al frente atacado en un vehículo sin blindaje; en esa situación Stumme -quien sufría de hipertensión- murió de un infarto de miocardio cuando su vehículo fue atacado por el enemigo durante el bombardeo del 24 de octubre de 1942. Otro general, Ritter von Thoma, lo sustituyó en el comando.

## Carrera militar – Ascensos
- Fahnenjunker (Cadete) –19 de marzo de 1906
- Leutnant (Teniente) – 16 de agosto de 1907
- Oberleutnant (Teniente primero) – 8 de octubre de 1914
- Rittmeister (Capitán de Caballería) – 1 de mayo de 1924
- Major (Mayor) – 1 de mayo de 1927
- Oberstleutnant (Teniente coronel) – 1 de febrero de 1931
- Oberst (Coronel) – 1 de agosto de 1933
- Generalmajor (Mayor general) – 1 de agosto de 1936
- Generalleutnant (Teniente general) – 1 de mayo de 1943, con efecto retroactivo al 1 de abril de 1943.
- General der:
  - Kavallerie – (General de Caballería) – 1 de junio de 1940
  - Panzertruppen (General de tropas blindadas) – 1 de junio de 1941

## Condecoraciones
- Eisernes Kreuz (1914) II. Klasse – Cruz de Hierro de 2.ª Clase de 1914 (Reino de Prusia)
- Eisernes Kreuz (1914) I. Klasse – Cruz de Hierro de 1.ª Clase de 1914 (Reino de Prusia)
- Medaille für Verdienst im Kriege 1915 – Medalla al Mérito en la Guerra 1915 (Ducado de Sajonia-Meiningen)
- Königlicher Hausorden von Hohenzollern Kreuz der Ritter – Cruz de Caballeros de la Casa Real Orden de Hohenzollern (Reino de Prusia)
- Militärverdienstorden des Königreichs Bayern, II. Klasse – Orden Militar del Mérito del Reino de Baviera, 2.ª Clase (Reino de Baviera).
- Baltenkreuz des Baltischen National-Ausschusses 1919 – Cruz Báltica del Comité Nacional Báltico 1919 (República de Weimar)
- Ehrenkreuz für Frontkämpfer 1914-1918 – Cruz de Honor para los combatientes del Frente de 1914-1918 (Alemania)
- 1939 Spange zum Eisernes Kreuz II. Klasee Klasse 1914 – Broche de 1939 para la Cruz de Hierro de 2.ª Clase de 1914 (Alemania)
- 1939 Spange zum Eisernes Kreuz I. Klasse 1914 – Broche de 1939 para la Cruz de Hierro de 1.ª Clase de 1914 (Alemania)
- Ritterkreuz des Eisernen Kreuzes – Cruz de Caballeros de la Cruz de Hierro (Alemania).
- Medaille zur Erinnerung an den 1. Oktober 1938 – Medalla conmemorativa del 1 de octubre de 1938 (Alemania)
- Dienstauszeichnung der Wehrmacht IV.Klasse, 4 Jahre – Premio de la Wehrmacht de 4.ª Clase por 4 años de Servicios (Alemania)
- Dienstauszeichnung der Wehrmacht III. Klasse, 12 Jahre – Premio de la Wehrmacht de 3.ª Clase por 12 años de Servicios  (Alemania)